# 표도르 쿠드랴쇼프
표도르 바실리예비치 쿠드랴쇼프(러시아어: Фёдор Васильевич Кудряшов, Fyodor Vasilievich Kudryashov, 1987년 4월 5일 ~ )는 러시아의 전 축구 선수이다.